# Asmiótovka
Asmiótovka (en rus: Асмётовка) és un poble de l'óblast de Saràtov, a Rússia, segons el cens del 2010 tenia 512 habitants. Pertany al districte municipal de Petrovsk.